# Острови Ієске
Острови́ Іє́ске (рос. Острова Иеске) — група островів в Північному Льодовитому океані, у складі архіпелагу Земля Франца-Йосифа. Адміністративно належать до Приморського району Архангельської області Росії.

## Географія
Острови знаходяться в центральній частині архіпелагу, входять до складу Землі Зичі. Розташовані біля північно-західного берега острова Солсбері, на південь від мису Харкнесса.
Складаються з 2 невеликих островів, які не вкриті льодом. Узбережжя всіяне кам'янистими розсипами.

## Історія
Острови названі на честь Миколи Ієске, одного з перших російських льотчиків.